# ديمفنا كوزاك
ديمفنا كوزاك (بالإنجليزية: Dymphna Cusack)‏ (و. 1902 – 1981 م) هي كاتبة، وروائية، وكاتبة مسرحية، وكاتبة سير من أستراليا . ولدت في West Wyalong .

## التعليم
تعلمت في جامعة سيدني

## أعمال بارزة
من أهم أعمالها:
- Come In Spinner.

## روابط خارجية
- ديمفنا كوزاك على موقع IMDb (الإنجليزية)